# بعل هامون
بعل هامون  به درستی بعل حمون (فنیقی و پونی: 𐤁𐤏𐤋 𐤇𐤌𐤍، آوانگاری: Baʿl Ḥamōn)، به معنای «لرد هامون»، خدای اصلی کارتاژ بود. او خدای آب و هوا، مسئول باروری گیاهان بود و به عنوان پادشاه خدایان شناخته می‌شد. او به عنوان یک پیرمرد ریشو با شاخ‌های قوچ فرفری به تصویر کشیده شد. شریک زن فرقه بعل هامون، تانِت (یا تانیت) بود.

## ریشه‌شناسی لغت
او به وضوح به عنوان یکی از خدایان فنیقی تحت نام بعل شناخته می‌شود.  با این حال، معنای نام دوم او نامشخص است. فرانک مور کراس برای ارتباط با هامون، نام اوگاریتی کوه آمانوس، قله‌ای در کوه‌های نور که سوریه را از کیلیکیه جدا می‌کند، استدلال کرد. در قرن نوزدهم، زمانی که ارنست رنان خرابه‌های هامون (حمون)، ام‌العوامید امروزی بین صور و عکا را حفاری کرد، دو کتیبه فنیقی پیدا کرد که به ال‌هامون اختصاص داشت.
برخی دیگر هامون را به عنوان ارتباطی همزمان با خدای مصری آمون پیشنهاد کرده‌اند،  در حالی که آخرین جریان به جای آن خواستار ارتباط با کلمه سامی شمال غربی حمان («منقل») شده است که معنای «ارباب منقل» را پیشنهاد می‌کند. 

## فرقه و صفت‌ها

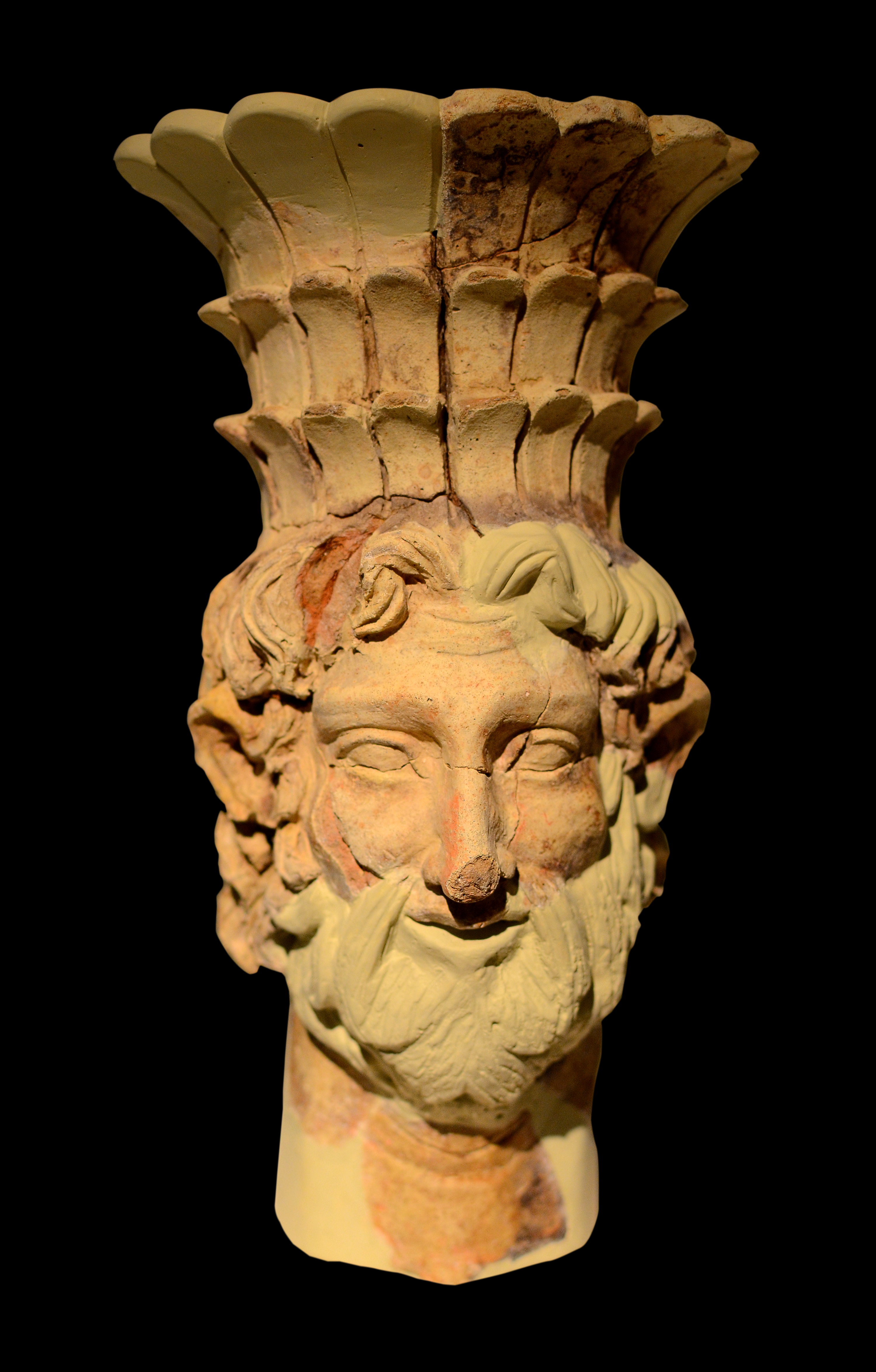
یک جای عود، که بعل هامون، قرن دوم قبل از میلاد را نشان می دهد

پرستش بعل هامون در مستعمره فنیقی کارتاژ رونق گرفت. اعتقاد بر این است که برتری او در میان خدایان کارتاژی به قرن پنجم قبل از میلاد برمی‌گردد، پس از اینکه روابط بین کارتاژ و صور در زمان نبرد هیمرا (۴۸۰ قبل از میلاد) قطع شد. بعل هامون به عنوان رئیس پانتئون کارتاژ و خدایی که باعث رشد گیاهان شد، شناخته می‌شد. مانند بسیاری از خدایان کارتاژ، او ظاهراً با قربانی کردن کودکان، احتمالاً در مواقع نزاع یا بحران، یا فقط توسط نخبگان، شاید برای خیر و صلاح کل جامعه، مورد تسکین قرار می‌گرفته. این عمل توسط یونانی‌ها و رومی‌ها ثبت شد، اما توسط محققان مدرن به عنوان تبلیغ رد شد، تا اینکه باستان‌شناسان کوزه‌هایی را که حاوی بقایای سوزانده شده نوزادان در مکان‌های قربانی آیینی بود، کشف کردند. برخی از محققان بر این باورند که این، گزارش‌های مربوط به قربانی کردن کودکان را تأیید می‌کند، در حالی که برخی دیگر اصرار دارند که این بقایای کودکانی است که در سنین پایین مرده‌اند. 
او با یک خدای خورشیدی شناخته شده است،  اگرچه یگائل یادین او را خدای ماه می‌دانست.  ادوارد لیپینسکی او را با خدای داگون یکی می‌داند. در کارتاژ و شمال آفریقا، بعل هامون به ویژه با قوچ مرتبط بود و همچنین به عنوان بعل قرنیم («ارباب دو شاخ») در پناهگاهی در فضای باز در جبل بوکورنین («تپه دو شاخ») در سراسر خلیج پرستش می شد. کارتاژ، در تونس . 
ترجمه یونانی او را با تایتان کرونوس یکی دانست. در روم باستان، او را با زحل یکی می‌دانستند و تبادل فرهنگی بین روم و کارتاژ در نتیجه جنگ دوم پونیک ممکن است بر توسعه جشنواره ساترنالیا تأثیر بگذارد.  . ویژگی های شکل رومی شده او به عنوان یک زحل آفریقایی نشان می‌دهد که هامون ( آمونوس در اثر فیلو ) خدای باروری بود. 

## میراث
بقایایی در دوران مدرن در نام‌شناسی وجود دارد که برخی از نام‌های کوچک به ویژه در تونس به نام خدا پیوند زده شده‌اند. الجزایر، تونسی و بسیاری دیگر از اشکال گفتاری عربی به « کشاورزی بعلی» به کشاورزی غیر آبی اطلاق می‌شود. چنین استفاده‌ای در عبری،خواهر فنیقی زبان کنعانی، قبلاً در قرن دوم میشنا گواهی شده است. 
خیابانی در کارتاژ مدرن، واقع در نزدیکی بندرهای پونیک، نام بعل هامون را دارد. 
اعتقاد بر این است که شهر کارمونا ( اندلس، اسپانیا) نام خود را از کار-هامون، «شهر هامون» گرفته است. 

## همچنین ببینید
- بعل زفون
- بعل زبوب
- دین پونیک